# Vive Henri IV, vive l'amour

Vive Henri IV, vive l'amour est un film franco-italien de Claude Autant-Lara sorti en 1961.

## Synopsis
Évocation de la vie du roi de France Henri IV, assassiné par Ravaillac.

## Fiche technique
- Titre original : Vive Henri IV, vive l'amour
- Réalisation : Claude Autant-Lara
- Scénario : Jean Aurenche et Henri Jeanson
- Adaptation et dialogues : Henri Jeanson
- Décors : Max Douy
- Costumes : Rosine Delamare, Marcel Escoffier (non crédité)
- Photographie : Jacques NatteauFranscope
- Photographe de Plateau : Léo Mirkine
- Son : René-Christian Forget
- Montage : Madeleine Gug
- Musique : René Cloërec
- Coordinateur des combats et des cascades : Claude Carliez et son équipe
- Production : Ray Ventura
- Sociétés de production :  Hoche production,  Da Ma Produzione
- Société de distribution : Gaumont
- Pays d'origine :  France,  Italie
- Langue originale : français
- Format : couleur (Eastmancolor) — 35 mm — 2,35:1 — son Mono
- Genre : Comédie, film historique
- Durée : 120 minutes
- Date de sortie : France : 5 avril 1961 (Paris)

## Distribution
- Francis Claude : le roi Henri IV
- Danièle Gaubert : Charlotte de Montmorency
- Jean Sorel : le prince de Condé
- Mélina Mercouri : Marie de Médicis
- Danielle Darrieux : Henriette d'Entragues
- Annick Allières : Philippote
- Francis Blanche : le prieur
- Bernard Blier : Sully
- Pierre Brasseur : Montmorency
- Julien Carette : Epernon
- Nicole Courcel : Jacqueline de Bueil
- Robert Dalban : officier de la garde
- Jean Danet : Concini
- Vittorio De Sica : Don Pedro
- Lise Delamare : Mme de Montglat
- Roger Hanin : Ravaillac
- Martine Havet : duc de Vendôme
- Daniel Ivernel : le comte d'Anovar
- Patricia Marinier : Elisabeth
- Marie Mergey : Léonora Galigai
- Armand Mestral : François de Bassompierre
- Nicole Mirel : Mme de Neri
- Bibi Morat : le prince Gaston
- Moustache : La Ferrière
- Piéral : le nain
- Simone Renant : Mme de la Trémoille
- Louis Saintève : le cardinal
- Jean Tissier : le médecin espagnol
- José Luis de Vilallonga : l'envoyé d'Espagne
- Geymond Vital : Villeroy
- Henri Cote
- Guy Delorme
- Paul Demange
- Pierre Durou
- Clotilde Joano
- Olivier Lebrun
- Marcel Loche
- Robert Moor
- Michel Beaufort
- René Brun
- Lucien Camiret

## Autour du film
Le film a réuni 960 371 spectateurs en salles.